# Axel Brage
Axel Erik Arvid Brage, född 11 januari 1989, är en svensk före detta professionell ishockeymålvakt. Brage tillhörde Linköping HC i början av sin karriär, mellan 2005 och 2013. Under dessa säsonger spelade han nästan uteslutande som för andra klubbar som utlånad: Växjö Lakers HC, IK Oskarshamn, Tingsryds AIF, IF Troja-Ljungby, IF Sundsvall Hockey och Malmö Redhawks i Hockeyallsvenskan, samt Tranås AIF i Division 1.
Efter att han lämnat Linköping skrev Brage ett avtal med Redhawks för säsongen 2013/14. Han lånades ut till IK Pantern och HC Vita Hästen i Hockeyettan och var med att spela upp de sistnämnda till Hockeyallsvenskan. Därefter tillbringade han två säsonger med Vita Hästen, där han säsongen 2014/15 hade bäst räddningsprocent av samtliga målvakter i Hockeyallsvenskan. 2016 anslöt han till Örebro HK i SHL, där han spelade under två säsonger.
I slutet av karriären spelade Brage för Leksands IF, vilka han var med att spela upp från Hockeyallsvenskan till SHL säsongen 2018/19. I december 2022 meddelade han att han valt att avsluta sin spelarkarriär.

## Karriär

### 2005–2014: Början av karriären
Brage inledde sin ishockeykarriär i moderklubben IFK Täby HC. Efter att ha spelat ungdoms- och juniorishockey för AIK, anslöt han inför säsongen 2005/06 till Linköping HC:s juniorsektioner. Brage tillhörde Linköping fram till och med säsongen 2012/2013. Under sina fyra första år med klubben spelade han främst för J18- och J20-laget. Säsongen 2007/08 gjorde Brage seniordebut då han blev utlånad i fyra matcher till Tranås AIF i Division 1. Den efterföljande säsongen var Brage en av de främsta målvakterna i J20 Superelit då han hade bäst räddningsprocent (93.7) och bäst genomsnitt insläppta mål per match (2.09) i den södra gruppen. Under säsongens gång lånades han också ut till Hockeyallsvenskan där han spelade elva grundseriematcher för Växjö Lakers HC. Den 13 januari 2009 meddelade Linköping HC att man förlängt avtalet med Brage med ytterligare två säsonger.
Inför säsongen 2009/10 lånades Brage ut till IK Oskarshamn i Hockeyallsvenskan för hela säsongen. Där agerade han andramålvakt, bakom David Rautio, och spelade totalt 18 grundseriematcher. Laget slutade på sista plats i grundserien, men höll sig kvar i Hockeyallsvenskan då man vann det efterföljande kvalspelet där Brage spelade två matcher.
I inledningen av säsongen 2010/11 representerade Brage både Linköping och Tingsryds AIF i Hockeyallsvenskan. Han pendlade mellan de båda klubbarna och agerade andramålvakt bakom Fredrik Norrena i Linköping då den ordinarie andramålvakten Christian Engstrand ådragit sig en skada. I november 2010 meddelades det att Linköping förlängt avtalet med Brage med ytterligare två år. Den följande månaden, den 13 december, gjorde han SHL-debut då han fick göra ett inhopp i slutet av en match där Linköping besegrade Modo Hockey med 7–2. Han fick dock mest speltid med Tingsryd, där han spelade totalt 14 grundseriematcher. I slutet av säsongen lånades han ut till IF Troja-Ljungby i Hockeyallsvenskan, med vilka han spelade totalt tre matcher.
Den 5 april 2011 bekräftade Linköping HC att man åter lånat ut Brage, denna gång till IF Sundsvall Hockey i Hockeyallsvenskan, för hela säsongen 2011/12. Brage spelade i 32 av de 52 grundserieomgångarna och Sundsvall slutade på sista plats i tabellen, varför man tvingades till kvalspel för att hålla sig kvar i Hockeyallsvenskan. I kvalet spelade Brage sju matcher där han höll nollan i en av dessa. Sundsvall slutade dock på näst sista plats i tabellen och degraderades därmed till Division 1.
Likt föregående säsong meddelade Linköping HC den 22 maj 2012 att man lånat ut Brage till Hockeyallsvenskan för hela säsongen 2012/13, denna gång till Malmö Redhawks. I Malmö fick Brage agera back-up till Pontus Sjögren och spelade 13 matcher under säsongens gång. Den 10 januari 2013 skrev Malmö ett ettårsavtal med Brage för säsongen 2013/14. Han fick dock än mindre speltid i Malmö och lånades i slutet av 2013 ut till IK Pantern i Division 1. Den 24 januari 2014 meddelade Redhawks att man lånat ut Brage till HC Vita Hästen, också den i Division 1. Han var med att spela upp klubben till Hockeyallsvenskan då han i kvalspelet spelade elva matcher för laget.

### 2014–2022: Vita Hästen, Örebro HK och Leksands IF

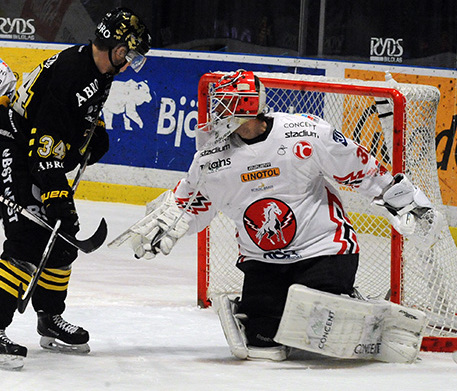
Brage med HC Vita Hästen 2015.

Efter en lyckad sejour i Vita Hästen, bekräftade det den 30 april 2014 att Brage skrivit ett tvåårsavtal med klubben. Den följande säsongen blev en framgång både för Brage och Vita Hästen. Laget, som slutade på åttonde plats i grundserien, tog sig vidare från Slutspelsserien till direktkvalet till SHL där man dock förlorade i fyra raka matcher mot Modo Hockey. I grundserien var Brage den målvakt i Hockeyallsvenskan som hade bäst räddningsprocent (92.7). Säsongen 2015/16 kom att bli Brages sista med Vita Hästen. På 31 grundseriematcher höll han nollan vid två tillfällen och laget säkrade nytt kontrakt i Hockeyallsvenskan då man slutade på elfte plats i tabellen.
Den 27 april 2016 meddelades det att Brage skrivit ett tvåårsavtal med Örebro HK i SHL. Han spelade sin första hela SHL-match den 29 september 2016, då han räddade 24 av 29 skott i en 3–5-förlust mot Brynäs IF. Han höll nollan för första gången i SHL den 10 november samma år, i en 1–0-seger mot Karlskrona HK. Den större delen av matcherna i grundserien fick dock Július Hudáček spela, och Brage spelade totalt 16 matcher för Örebro. Den efterföljande säsongen fick Brage mindre speltid och spelade 13 grundseriematcher. Under båda dessa säsonger misslyckades laget att ta sig till SM-slutspelet.
Efter två säsonger med Örebro, meddelades det den 23 april 2018 att Brage skrivit ett tvåårsavtal med Leksands IF i Hockeyallsvenskan. Brage var förstamålvakt under säsongens gång och höll nollan vid tre av de 34 matcherna han spelade i grundserien. Leksand slutade på fjärde plats i grundserietabellen och vann sedan slutspelsserien, därefter besegrade man grundserievinnaren AIK i playoff med 2–0 i matcher. Detta gjorde att man kvalificerat sig till direktkvalet till SHL, där man besegrade Mora IK med 4–1 i matcher.
Säsongen 2019/20 delade Brage på målvaktssysslan i Leksand med Janne Juvonen. Han spelade 26 matcher för laget, som slutade på näst sista plats i grundserien. På grund av Coronaviruspandemin 2019–2021 ställdes dock kvalspelet in, varför Leksands fick förnyat SHL-kontrakt. Den 15 april 2020 meddelades det att Brage förlängt sitt avtal med Leksand med ytterligare två säsonger. Under en match mot Brynäs IF den 2 januari 2021 bröt Brage ett finger, vilket gjorde att han missade en stor del av grundserien. Han spelade endast sex grundseriematcher och höll nollan i en av dessa. I det följande SM-slutspelet fick Brage speltid i en match, men Leksand slogs omgående ut av Örebro HK i kvartsfinalserien med 4–0 i matcher. Säsongen 2021/22 kom att bli Brages sista. Han fick begränsat med speltid i Leksand och stod endast i sju matcher. Han höll nollan i en av dessa och likt föregående säsong slogs Leksand omgående ut i SM-slutspelet. Brage spelade inte i någon av dessa tre matcher. Den 20 december 2022 bekräftade han att han valt att avsluta sin spelarkarriär.

## Statistik
| 2007–08                  | Tranås AIF               | Div. 1                   | 4   | —  | —   | —      | —   | —     | — | 2.69 | 92.5 | —  | —  | —  | —     | —  | —   | — | —    | —    |
| 2008–09                  | Växjö Lakers HC          | HA                       | 11  | 6  | 4   | 598    | 22  | 246   | 2 | 2.21 | 91.8 | 8  | 3  | 5  | 408   | 26 | 181 | 0 | 3.82 | 87.4 |
| 2009–10                  | IK Oskarshamn            | HA                       | 18  | 0  | 16  | 981    | 64  | 447   | 0 | 3.91 | 87.5 | 2  | 2  | 0  | 80    | 4  | 28  | 0 | 3.00 | 87.5 |
| 2010–11                  | Tingsryds AIF            | HA                       | 14  | 2  | 11  | 811    | 50  | 375   | 0 | 3.70 | 88.2 | —  | —  | —  | —     | —  | —   | — | —    | —    |
| 2010–11                  | Linköping HC             | SHL                      | 1   | 0  | 0   | 2      | 0   | 3     | 0 | 0.00 | 100  | —  | —  | —  | —     | —  | —   | — | —    | —    |
| 2010–11                  | IF Troja-Ljungby         | HA                       | 2   | 0  | 1   | 113    | 11  | 55    | 0 | 5.83 | 83.3 | 1  | 0  | 1  | 60    | 4  | 35  | 0 | 4.00 | 89.7 |
| 2011–12                  | IF Sundsvall Hockey      | HA                       | 32  | 10 | 19  | 1 740  | 98  | 809   | 0 | 3.38 | 89.2 | 7  | 4  | 3  | 423   | 15 | 202 | 1 | 2.12 | 93.1 |
| 2012–13                  | Malmö Redhawks           | HA                       | 13  | 2  | 7   | 657    | 31  | 314   | 0 | 2.83 | 91.0 | —  | —  | —  | —     | —  | —   | — | —    | —    |
| 2013–14                  | Malmö Redhawks           | HA                       | 9   | 2  | 6   | 497    | 20  | 176   | 0 | 2.41 | 89.8 | —  | —  | —  | —     | —  | —   | — | —    | —    |
| 2013–14                  | IK Pantern               | Div. 1                   | 5   | 3  | 1   | 260    | 11  | 152   | 0 | 2.54 | 91.9 | —  | —  | —  | —     | —  | —   | — | —    | —    |
| 2013–14                  | HC Vita Hästen           | Div. 1                   | 3   | 3  | 0   | 180    | 5   | 89    | 0 | 1.67 | 94.7 | 11 | 9  | 2  | 668   | 28 | 312 | 1 | 2.51 | 91.8 |
| 2014–15                  | HC Vita Hästen           | HA                       | 37  | 17 | 19  | 2 141  | 88  | 1 120 | 2 | 2.47 | 92.7 | 5  | 4  | 1  | 310   | 9  | 169 | 0 | 1.55 | 95.5 |
| 2015–16                  | HC Vita Hästen           | HA                       | 31  | 16 | 15  | 1 882  | 81  | 965   | 2 | 2.58 | 92.3 | —  | —  | —  | —     | —  | —   | — | —    | —    |
| 2016–17                  | Örebro HK                | SHL                      | 16  | 5  | 9   | 805    | 43  | 343   | 1 | 3.20 | 88.9 | —  | —  | —  | —     | —  | —   | — | —    | —    |
| 2017–18                  | Örebro HK                | SHL                      | 13  | 4  | 6   | 681    | 38  | 297   | 0 | 3.35 | 88.7 | —  | —  | —  | —     | —  | —   | — | —    | —    |
| 2018–19                  | Leksands IF              | HA                       | 34  | 21 | 13  | 1 969  | 77  | 810   | 3 | 2.35 | 91.3 | 12 | 11 | 1  | 692   | 22 | 306 | 2 | 1.91 | 93.3 |
| 2019–20                  | Leksands IF              | SHL                      | 26  | 9  | 14  | 1 393  | 56  | 562   | 1 | 2.41 | 90.9 | —  | —  | —  | —     | —  | —   | — | —    | —    |
| 2020–21                  | Leksands IF              | SHL                      | 6   | 3  | 1   | 258    | 11  | 111   | 1 | 2.56 | 90.9 | 1  | 0  | 0  | 33    | 4  | 13  | 0 | 7.25 | 76.5 |
| 2021–22                  | Leksands IF              | SHL                      | 7   | 1  | 6   | 402    | 22  | 164   | 1 | 3.28 | 88.2 | —  | —  | —  | —     | —  | —   | — | —    | —    |
| Hockeyallsvenskan totalt | Hockeyallsvenskan totalt | Hockeyallsvenskan totalt | 201 | 76 | 111 | 11 389 | 542 | 5 317 | 9 | 2.86 | 90.7 | 35 | 24 | 11 | 3 289 | 80 | 921 | 3 | 1.46 | 92.0 |
| SHL totalt               | SHL totalt               | SHL totalt               | 69  | 22 | 36  | 3 541  | 170 | 1 480 | 4 | 2.88 | 89.7 | 1  | 0  | 0  | 33    | 4  | 13  | 0 | 7.25 | 76.5 |